# Каменка (Красногорський район)
Ка́менка (рос. Каменка) — селище у складі Красногорського району Алтайського краю, Росія. Входить до складу Соусканіхинської сільської ради.

## Населення
Населення — 82 особи (2010; 126 у 2002).
Національний склад (станом на 2002 рік):
- росіяни — 94 %